# Rubigny
Rubigny é uma comuna francesa na região administrativa de Grande Leste, no departamento das Ardenas. Estende-se por uma área de 5,12 km². Em 2010 a comuna tinha 67 habitantes (densidade: 13,1 hab./km²).